# Gene Bates
Gene Michael Bates (Stirling, 4 juli 1981) is een Australisch voormalig wielrenner. Vanaf 2011 is hij ploegleider bij de mannen- en vrouwenploeg van Mitchelton-Scott.

## Belangrijkste overwinningen
2001
- Jongerenklassement Tour Down Under

2003
- Australisch kampioen op de weg, Beloften
- 2e etappe deel A Linz-Passau-Budweis

## Resultaten in voornaamste wedstrijden
| Jaar | Ronde van Lombardije |
| ---- | -------------------- |
| 2006 | 96e                  |

## Ploegen
- 2003-Crédit Agricole (stagiair)
- 2004-Saeco Macchine Per Caffè (stagiair)
- 2005-Zalf-Désirée-Fior
- 2006-Team LPR
- 2007-SouthAustralia.com-AIS
- 2008-Drapac Porsche Development Program
- 2009-Drapac-Porsche Cycling